# Ballonflugwettbewerb

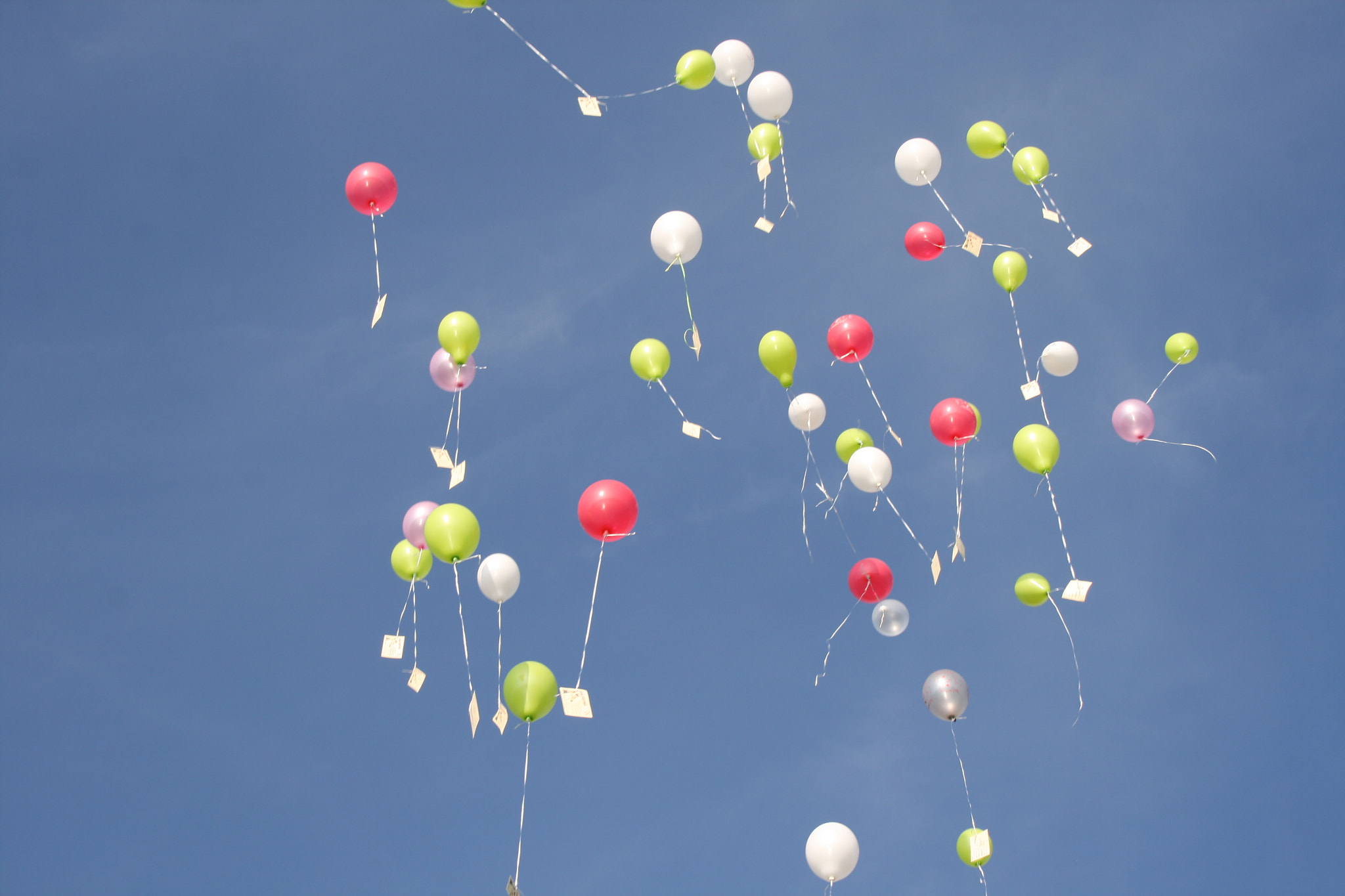
Start eines Ballonwettbewerbs

Ein Ballonflugwettbewerb oder Ballonwettbewerb ist ein Wettbewerb, bei dem es gilt, Ballonpost über möglichst große Entfernungen zu verschicken. Da der Flug der verwendeten Luftballons nicht beeinflussbar ist, ist das Ergebnis – sofern alle gestarteten Ballons gut mit Wasserstoff oder Helium gefüllt sind – von den Windbedingungen und von der Wahrscheinlichkeit, dass der Ballon am Niedergangsort gefunden wird, abhängig. An jedem Ballon wird eine Karte mit der Anschrift des Absenders angebracht. Wer eine solche Karte findet, schickt sie zusammen mit einer Angabe des Fundortes an den Veranstalter des Wettbewerbs zurück. Gewonnen wird der Wettbewerb von dem Teilnehmer, dessen Ballon unter allen zurückgeschickten Karten am weitesten vom Startort entfernt gefunden wurde.
Heliumballons erreichen regelmäßig Flughöhen von bis zu 10 Kilometern, bei einer Flugdauer von bis zu 24 Stunden und einer Flugstrecke von bis zu 3000 Kilometern. In der Praxis limitieren externe Witterungseffekte die Flugdauer jedoch auf etwa 2 bis 5 Stunden.
Sehr wichtig ist es, den Ballon nicht zu stark zu füllen, da er sonst zu schnell zu große Höhen erreicht und durch die Luftdruckabnahme platzt. Außerdem ist es sinnvoll, den Ballon am Abend vor Einbruch der Dunkelheit zu starten, da er dadurch viel länger in der Luft bleibt.

## Kritik
Ballonflugwettbewerbe werden mittlerweile aus Umweltschutzgründen kritisch gesehen. Die Ballone, respektive das Plastik, aus dem sie bestehen, kehren zur Erde zurück und verteilen sich auf Bäumen und Feldern. Dort wird das Plastik möglicherweise von Tieren gefressen, die es für Beute halten. Bei vielen Meeresbewohnern – Schildkröten, Delfine, Walen oder Seevögeln – wurden Reste von Ballonen im Magen gefunden.

## Rechtliches
Eine große Zahl an Ballonen oder sehr große Ballone können die Luftsicherheit gefährden. Daher ist vor dem Steigenlassen von Ballonen die rechtliche Situation abzuklären, insbesondere in der Umgebung von Flugplätzen. In der Schweiz ist etwa eine Bewilligung erforderlich, wenn in der Nähe eines Flughafens mehr als 300 Ballone gleichzeitig gestartet werden sollen. Bei drohender Waldbrandgefahr dürfen natürlich auch keine Himmelslaternen steigen gelassen werden.

## Besondere Ereignisse
Das Balloonfest von 1986, das während einer Wohltätigkeitsveranstaltung in der amerikanischen Stadt Cleveland, Ohio ausgetragen wurde, entwickelte sich zu einer regelrechten Katastrophe. Der Weltrekordversuch mit 1,4 Millionen Luftballons gelang zwar, allerdings wurden die Ballons über die Stadt zurückgeweht und verursachten Verkehrsprobleme und waren möglicherweise für den Tod zweier Fischer verantwortlich, da ein Rettungshelikopter nicht rechtzeitig nach ihnen suchen konnte.